# Batalla de Hjörungavágr

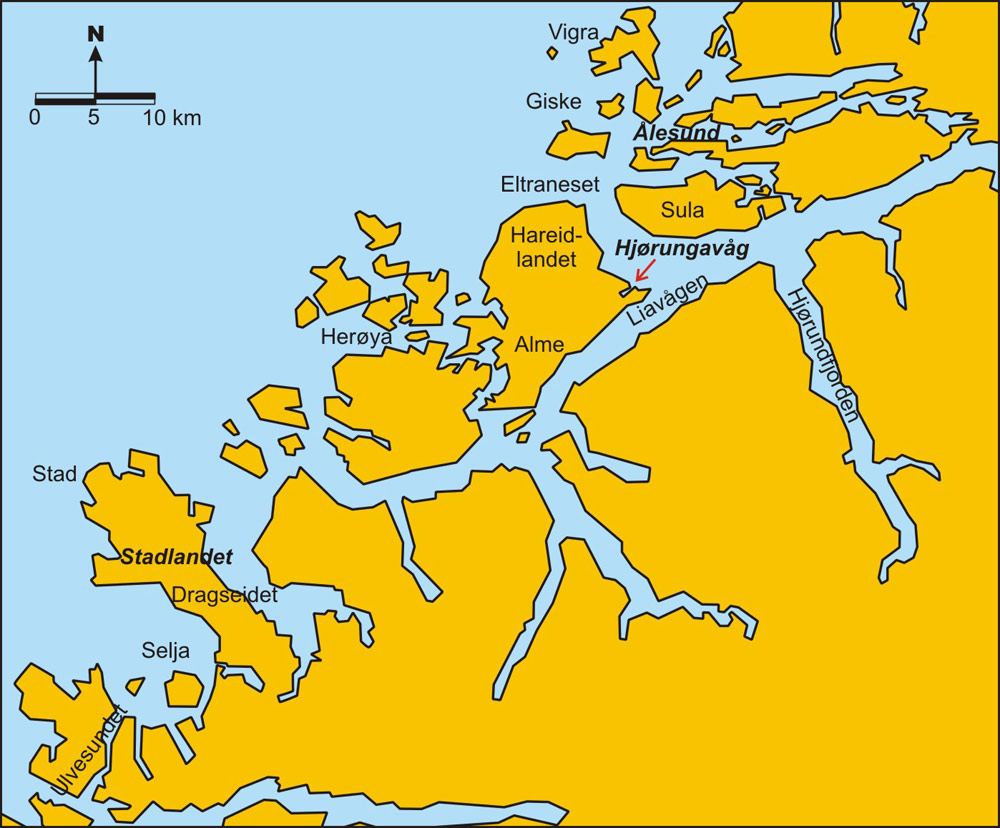
Møre og Romsdal

La Batalla de Hjörungavágr (en noruego: Slaget ved Hjørngavåg) es una semilegendaria batalla naval que tuvo lugar a finales del siglo X (hacia 986) entre el Jarl de Lade y una flota de invasión danesa conducida por los legendarios jomsvikingr liderados por Sigvaldi Strut-Haraldsson.
Håkon Sigurdsson era un devoto creyente de los dioses del norte. Hákon gobernó Noruega como vasallo del rey danés Harald Blåtand, pero en realidad gobernaba de forma absolutamente independiente. Cuando el rey Harald intentó forzar la conversión al Cristianismo, Hákon rompió su alianza con Dinamarca.
La batalla se describe en las sagas reales como Heimskringla, saga Jomsvikinga y Gesta Danorum de Saxo Grammaticus. Las sagas literarias tardías son ficción, pero los historiadores opinan que contienen un ápice importante de certeza histórica. Algunas piezas de poesía escáldica aluden a la batalla, incluidos versos en la Jómsvikingadrápa de Þórðr Kolbeinsson y Tindr Hallkelsson.
Snorri Sturluson describe a ambos bandos de esta forma:
El jarl Håkon y el jarl Eirík, su hijo, estaban en Hallkjellsvik, donde se había reunido todo su ejército, tenían 150 barcos y se habían enterado de que los jomsvikingos habían atracado en las afueras de Head. Entonces los condes remaron hacia el norte para encontrarlos, y cuando llegaron a un lugar llamado Hjørungavåg, se encontraron. Entonces ambos ejércitos se dispusieron a la batalla. En medio del ejército estaba la marca del jarl Sigvalde, contra el cual el jarl Håkon fue a la batalla. El jarl Sigvalde tenía 20 barcos y Håkon 60. Tore Hjort de Hålogaland y Styrkår de Gimsan eran jefes del ejército del jarl Håkon. En un brazo de la facción estaban Bue digre y Sigurd, su hermano, con 20 barcos. Contra ellos, el jarl Eirik Håkonsson puso 60 barcos, con él estaban estos jefes: Gudbrand Kvite de Opland y Torkjell Leira, un Vikværing. En el otro brazo de la facción, Vagn Åkesson avanzó con 20 barcos, contra él estaba Svein Håkonsson junto con  Skjegge de Opphaug en Ørlandet y Ragnvald de Ervik en Stad y 60 barcos.
La saga Jómsvíkinga ofrece dos puntos de vista contradictorios en referencia a la bahía donde tuvo lugar la batalla. Según la primera, Hjorungavágr está emplazada en la ribera de la isla de Hoð (actualmente Hareidlandet, una isla en Møre og Romsdal); según la otra versión, la bahía está situada al sur de una isla llamada Primsigð (Primsignd) y al norte de otra isla llamada Horund. Los dos nombres son hoy desconocidos.